# MythTV
MythTV(ミズティーヴィー)はLinuxでテレビジョン放送を視聴・録画するためのソフトウェアである。

## 概要
Linux上で開発された、TV視聴と録画などを行なうサーバーとクライアントからなるマルチメディアシステム。
サーバーとしてはFreeBSDへの移植も行なわれており、クライアントとしてはLinux,FreeBSDのほかWindowsやMac OS X用のものもある。ソフトウェアエンコードやMPEG2,MPEG4ハードウェアエンコードのチューナーカード(USBチューナーユニット)を利用できるが、Linuxで利用できるチューナー装置は限られる。また一般的な日本式地上波デジタル放送カードは利用できない。
番組表機能も備えているが、日本では利用しやすい番組表サービスが限られるため、運用に制限が生じている。
その他、DVD-Video、Video-CD、音楽CDを再生できる。
クライアントから操作する他、ウェブインターフェイスからの設定や録画ファイルダウンロードが可能。適切な設定を行なえば、インターネットからウェブインターフェイスを利用することも可能。
日本国外在住者が日本国内テレビ放送の視聴に利用する例もある。
録画時間になればLinuxを起動し、録画を開始できる機能を搭載している。

## 動作環境
Pentium III/500MHz程度のPCで利用可能。システム自体は256MBのメモリーと20GBのHDDでも稼働するが、その利用目的からHDDの容量としては数百GB程度あることが望ましい。

## 利用可能のチューナー装置
主に使われているのは、ivtvドライバーによって動くcx23416を搭載したMPEG2ハードウェアエンコードカードと考えられる。ただし、チューナーカードの設計の違いにより動作しないカードも多い。また搭載されているチューナーの違いによって動作しない例も多い。いずれも仕様が公開されていないため、対応不能の場合がある。
MPEG4ハードウェアエンコード製品としては、go7007ドライバーで動作するものが利用できる。
このほかbttvで動作するBt878などを搭載したカードなども、アナログV4Lチューナーカードとして利用できる。

### 動作例
ivtv
- GV-MVPシリーズのRX,RX2,RX2W,RX2E(RX3やGX系は不可)
- CX23416GYC-STVLP

USB
- PX-TV402U

bttv
- 未確認

## 番組表取得の問題
MythTVは日本での普及期に、環境設定と番組表取得のためにONTV JAPANのウェブ番組表を利用してきた。そのために一定時間帯の負荷集中があったのかもしれないが、2009年からONTV JAPANによる規制によって番組表取得ができなくなった。
mc2xmlによる取得方法が提案され、一部では利用されているが、その導入には多少手間がかかる。またその取得先についても契約や暗黙の了解が得られているわけでは無い。